# Adam Patačić
Adam Patačić (Kaštel kraj Karlovca, 18. veljače 1716. – Kaloča, Mađarska, 19. srpnja 1784.), hrvatski je leksikograf.

## Životopis
Adam Patačić dolazi iz ugledne hrvatske plemićke obitelji Patačića. Široke naobrazbe, nadbiskup u Kaloči i predsjednik Kraljevskoga vijeća budimskoga sveučilišta, promicatelj glazbe sa svojim orkestrom i zborom. Na svojem dvoru u Velikom Varadinu (danas Oradea u Rumunjskoj) držao je stalni zbor i orkestar, a na čelu ansambla kao maestro di cappella djelovao je i Michael Haydn, a naslijedio ga je C. Ditters von Dittersdorf. Tada je ansambl povećan na 34 glazbenika, a prema Dittersdorfovim prijedlozima sagrađeno je i malo kazalište, u kojem je skladatelj organizirao i skladao glazbeno-scenske predstave. Zbog dvorskih spletki Patačić je 1769. smanjio ansambl i otpustio većinu glazbenika. Za Dittersdorfov oratorij Isak, lik otkupitelja (Isacco, figura del redentore), Patačić je sastavio libreto prema Metastasijevu predlošku (1766., izgubljeno).

## Djela
U rukopisu je ostao njegov opsežni Rječnik latinsko-hrvatski i njemački (Dictionarium latino-illyricum et germanicum). To je leksikografsko djelo zanimljivo jer je konceptualno ustrojeno s makrostrukturom od 13 tematskih područja i više potpodručja. Ovaj rječnik je istodobno i enciklopedija, pokušaj objašnjenja različitih društvenih i filozofskih pojmova. Autor je namjeravao svojim Dictionarom pružiti i svojevrstan priručnik školskoj mladeži. Hrvatski je jezik u njem zapravo kajkavski književni jezik, s nešto štokavskih riječi, pa je on dragocjena riznica kajkavskih leksika i kajkavskoga književnoga jezika na vrhuncu njegova razvoja u 18. st. Rukopis se čuva u knjižnici Kaločke nadbiskupije.